# ديفيد بيرنال
ديفيد بيرنال (بالإنجليزية: David Bernal)‏ هو راقص أمريكي، ولد في 2 أغسطس 1979 في سانتا آنا في الولايات المتحدة.

## وصلات خارجية
- ديفيد بيرنال على موقع IMDb (الإنجليزية)
- ديفيد بيرنال على موقع IMDb (الإنجليزية)